# Jaume Comas i Gil
Jaume Comas i Gil (Terrassa, 1936) fou un productor i guionista de cinema català. Participà com a guionista a Per un grapat de dòlars.